# S-Prozess
Der s-Prozess (s für engl. slow, dt. langsam) ist einer der Prozesse der Nukleosynthese.

## Ablauf

Der s-Prozess im Bereich von Ag bis Sb

Der s-Prozess ist ein Neutroneneinfangprozess, der im Gegensatz zum schnellen r-Prozess bei niedrigen Neutronen-Dichten und relativ niedrigen Temperaturen abläuft. Er kann Elemente bis zu einer Massenzahl A von 210 synthetisieren, darunter auch besonders stabile.
Der s-Prozess läuft hauptsächlich in Sternen ab, die sich im asymptotischen Riesenast des Hertzsprung-Russell-Diagramms befinden. Dies sind Sterne mit Durchmessern vom Tausendfachen des Sonnendurchmessers, in deren Kern Wasserstoff- und Heliumbrennen bereits zum Erliegen gekommen sind und in denen durch Schalenbrennen in einer Schale um den Kern Helium zu Kohlenstoff fusioniert wird.
In diesen Sternen kommt es auch zu Fusionsreaktionen, die Neutronen freisetzen. Da Neutronen (Symbol n) im Gegensatz zu Protonen keine elektrische Ladung besitzen, können sie ungehindert bis zum Atomkern vordringen und sich dort unter Abgabe von Gammaquanten γ anlagern. Dadurch erhöhen sich Massenzahl A und Neutronenzahl N jeweils um 1, und ein neues Isotop entsteht. Das Ausgangsmaterial des s-Prozesses ist vorrangig Eisen, das im Stern von Anfang an vorhanden war.
Wird ein Atomkern nach der Anlagerung aufgrund von relativem Neutronenüberschuss instabil, so wird ein Neutron durch β−-Zerfall, d. h. durch die Aussendung eines Elektrons e− und eines Elektron-Antineutrinos {\displaystyle {\overline {\nu }}_{\text{e}}}, in ein Proton umgewandelt. Dadurch entsteht das Atom eines anderen Elements mit gleicher Massenzahl, aber einer um 1 erhöhten Ordnungszahl Z (Protonenzahl) und einer um 1 verringerten Neutronenzahl N; das Atom nimmt deshalb im Periodensystem den nächsthöheren Platz ein.
Aufgrund des langsamen Ablaufs der Neutronenanlagerung, der sich über Jahrtausende erstreckt, ist es charakteristisch für den s-Prozess, dass der β−-Zerfall instabiler Isotope stattfindet, bevor ein weiteres Neutron angelagert wird. Infolgedessen können durch ihn zwar grundsätzlich alle stabilen schweren Elemente gebildet werden, jedoch nimmt die Wahrscheinlichkeit der Bildung schwererer Elemente und damit auch deren Anteil in Sternen mit zunehmender Protonenzahl drastisch ab. Wegen des relativ geringen Neutronenflusses (in der Größenordnung von 105 bis 1011 Neutronen pro cm² pro Sekunde), den man während des s-Prozesses erwartet, können die schweren, neutronenreichen Isotope wie Thorium und Uran so gut wie nicht gebildet werden, da die hierfür benötigten Ausgangskerne in der Regel schon vor erneuter Neutronenanlagerung dem β−-Zerfall unterliegen. Stattdessen werden diese Isotope bevorzugt im r-Prozess gebildet.
Der s-Prozess wird mathematisch oft durch die lokale Approximation beschrieben, ein theoretisches Modell der Elementhäufigkeiten, basierend auf der Annahme eines konstanten Neutronenflusses im Stern. Damit ergibt sich das Verhältnis der Elementhäufigkeiten als umgekehrt proportional zum Verhältnis des wirksamen Querschnitts verschiedener Isotope für den Neutronenfang. Denn je größer dieser Querschnitt ist, desto höher ist die Wahrscheinlichkeit eines Neutroneneinfangs und der damit verbundenen Umwandlung in ein anderes Isotop.
Der s-Prozess endet mit einem Zyklus, der vom Ausgangskern des Bismut-Isotops 209Bi (Bismut) wieder auf diesen zurückführt:
| 209Bi + n | → 210Bi + γ   |  | (Neutronenanlagerung)   |
| 210Bi     | → 210Po + e−  |  | (β−-Zerfall)            |
| 210Po     | → 206Pb + 4He |  | (α-Zerfall)             |
| 206Pb + n | → 207Pb + γ   |  | (Neutronenanlagerung 1) |
| 207Pb + n | → 208Pb + γ   |  | (Neutronenanlagerung 2) |
| 208Pb + n | → 209Pb + γ   |  | (Neutronenanlagerung 3) |
| 209Pb     | → 209Bi + e−  |  | (β−-Zerfall)            |
Durch den s-Prozess sind die Sterne des asymptotischen Riesenasts die Lieferanten der Hälfte aller schweren Elemente jenseits von Eisen 56Fe. Die synthetisierten Elemente werden durch Konvektionsströme nach außen bis an die Sternoberfläche transportiert, wo sie sich spektroskopisch nachweisen lassen. 1952 wurde erstmals das radioaktive Technetium in roten Riesen beobachtet, das aufgrund seiner Halbwertszeit von wenigen Millionen Jahren erst kurz zuvor durch den s-Prozess entstanden sein konnte und damit die Theorie stützte.